# Erős
Az Erős régi magyar személynév.

## Gyakorisága
Az 1990-es években szórványos név, a 2000-es években nem szerepel a 100 leggyakoribb férfinév között.

## Névnapok
ajánlott névnap
- február 9.[2]
- május 18.[2]